# Steve Shelley
Pour les articles homonymes, voir Shelley.
Steve Shelley est un musicien américain né le 23 juin 1962 à Midland, Michigan. Il joue de la batterie au sein de Sonic Youth de 1986 à la dissolution du groupe en 2011. Il a aussi fait partie des Crucifucks jouant sur leur album éponyme de 1984. On notera ses collaborations avec Cat Power et avec son ami Thurston Moore, en solo ou à ses côtés au sein de Dim Stars.
Il a également créé un label indépendant en 1995 : Smells like Records, basé à Hoboken, New Jersey.

## Groupes
- The Crucifucks
- Dim Stars
- Sonic Youth
- The High Confessions
- Hallogallo 2010
- Disappears